# Моторний вагон

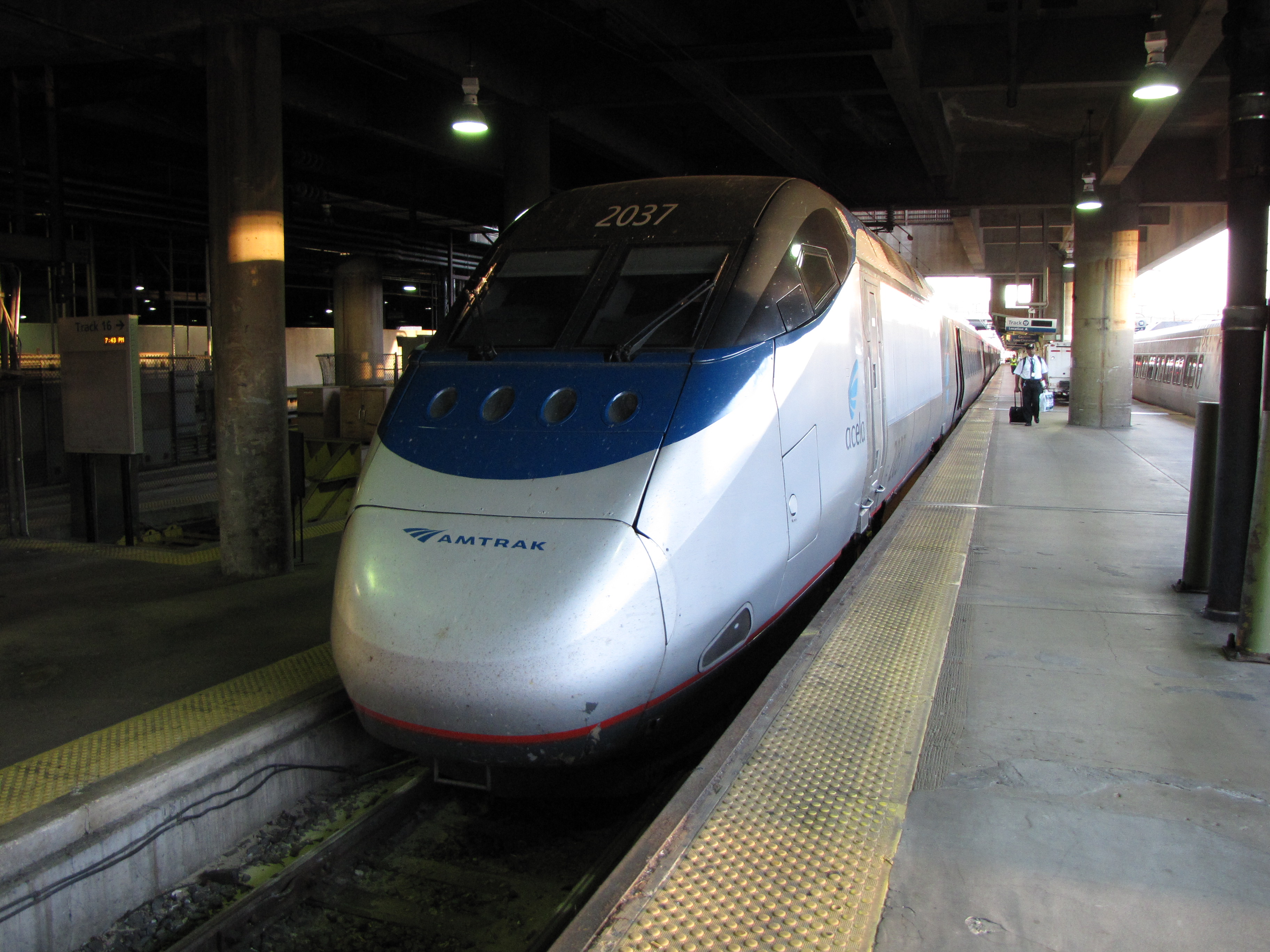
Acela Express power car

Мото́рний ваго́н — вагон, на якому встановлений тяговий двигун (парова машина, дизельний або електричний двигун). Такий вагон одночасно виконує функції звичайного вагона (перевезення пасажирів або вантажів) і локомотива (переміщення поїзда). Входить до складу моторвагонних поїздів і тягових агрегатів; автомотрису також можна вважати моторним вагоном. Більшість вагонів трамвая є моторними.

## Історія
Перші моторні вагони на паровій тязі (паровагони) були утворені після того, як паровоз виявився найбільш пристосованим обслуговувати найменший рухомий склад, який складався з одного вагона. 1873 в Російську імперію надійшли перші паровагони. Їхня маса становила 7 тонн, а максимальна швидкість — 39 км/год.